# Валі-ду-Асу
Валі-ду-Асу (газопровід) – трубопровід у бразильському штаті Мінас-Жерайс, споруджений для постачання блакитного палива ряду великих промислових підприємств.
Виявлені у Мінас-Жерайс великі поклади залізної руди та бокситів призвели до розвитку тут потужної гірничодобувної та металургійної промисловості. У 2000-х роках вирішили забезпечити ці підприємства блакитним паливом, який з кінця попереднього десятиліття став надходити до Мінас-Жерайсу по трубопроводу Gasbel. Першу ділянку призначеного для цього газопроводу Валі-ду-Асу спорудили в 2005-му, а весь проект завершили в 2010-му – тоді ж, коли стала до ладу друга нитка Gasbel.
Газопровід Валі-ду-Асу починається від траси Gasbel в районі Сан-Брас-ду-Суасуї та прямує у північно-східному напрямку. Він має довжину у 331 км та виконаний в діаметрі 450 мм.
Серед підприємств, до яких завдяки трубопроводу подали блакитне паливо, можливо назвати:
- металургійні заводи компанії ArcelorMittal у Ору-Бранку, Жуан-Монлеваді та Тімотеу;
- найбільший металургійний комбінат Бразилії Usiminas в Іпатінзі;
- завод вогнетривких матеріалів компанії Vamtec у Тімотеу;
- целюлозний комбінат Cenibra.
Також певний час отримував природний газ алюмінієвий завод в Ору-Прету, проте в 2014-му його закрили.